# Dennis Vos
Dennis Vos (Geldrop, 28 novembre 2001) è un calciatore olandese, difensore dell'Emmen.

## Carriera

### Club
Cresciuto nel settore giovanile del PSV, il 22 febbraio 2022 firma il suo contratto professionistico con la società di Eindhoven, valido fino al 2023. Il 15 maggio successivo ha esordito in prima squadra, in occasione dell'incontro di Eredivisie vinto per 1-2 contro il PEC Zwolle. Mai impiegato dal PSV nel corso della stagione 2022-2023, il 27 gennaio 2023 viene acquistato dall'Emmen, firmando un contratto di durata annuale con opzione di rinnovo per un altro anno.

### Nazionale
Ha giocato nelle nazionali giovanili olandesi Under-15, Under-18 ed Under-19.

## Statistiche

### Presenze e reti nei club
Statistiche aggiornate al 4 marzo 2023.
| Stagione        | Squadra         | Campionato      | Campionato | Campionato | Coppe nazionali | Coppe nazionali | Coppe nazionali | Coppe continentali | Coppe continentali | Coppe continentali | Altre coppe | Altre coppe | Altre coppe | Totale | Totale |
| Stagione        | Squadra         | Comp            | Pres       | Reti       | Comp            | Pres            | Reti            | Comp               | Pres               | Reti               | Comp        | Pres        | Reti        | Pres   | Reti   |
| --------------- | --------------- | --------------- | ---------- | ---------- | --------------- | --------------- | --------------- | ------------------ | ------------------ | ------------------ | ----------- | ----------- | ----------- | ------ | ------ |
| 2020-2021       | Jong PSV        | 1D              | 22         | 2          |                 | -               | -               |                    | -                  | -                  |             | -           | -           | 22     | 2      |
| 2021-2022       | Jong PSV        | 1D              | 33         | 0          |                 | -               | -               |                    | -                  | -                  |             | -           | -           | 33     | 0      |
| 2022-2023       | Jong PSV        | 1D              | 21         | 0          |                 | -               | -               |                    | -                  | -                  |             | -           | -           | 21     | 0      |
| Totale Jong PSV | Totale Jong PSV | Totale Jong PSV | 76         | 2          |                 | -               | -               |                    | -                  | -                  |             | -           | -           | 76     | 2      |
| 2021-2022       | PSV             | ED              | 1          | 0          | CO              | -               | -               | UCL+UEL+UECL       | -                  | -                  | SO          | -           | -           | 1      | 0      |
| gen.-giu. 2023  | Emmen           | ED              | 4          | 0          | CO              | 1               | 0               |                    | -                  | -                  |             | -           | -           | 5      | 0      |
| Totale carriera | Totale carriera | Totale carriera | 81         | 2          |                 | 1               | 0               |                    | -                  | -                  |             | -           | -           | 82     | 2      |